# Brison de Acaia
Brison de Acaia (em grego:  Βρύσων; fl. 330 a.C.) foi um filósofo da Grécia Antiga.
Pouca informação é conhecida sobre ele. É referido ter sido aluno de Estílpon e de Clinomaco, o que significaria ter sido da escola megárica. Diz-se ter sido professor de Crates de Tebas, de  Pirro, e de Teodoro, o Ateu. Diógenes Laércio inclui-o entre a lista de filósofos de não deixaram nada escrito.
Não é provavelmente a mesma pessoa que Brison de Heracleia, o sofista e matemático que terá vivido na época de Sócrates. A Suda, na sua entrada sobre Sócrates poderá ter confundido os dois Brison, quando se refere ao de Heracleia.